# Bannesdorf auf Fehmarn

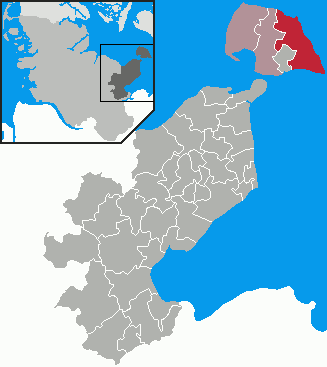
Lage der ehem. Gemeinde Bannesdorf auf Fehmarn im Kreis Ostholstein

Bannesdorf auf Fehmarn war bis zum 31. Dezember 2002 eine Gemeinde auf der Insel Fehmarn in Schleswig-Holstein. Hauptort der Gemeinde war das Kirchdorf Bannesdorf. Daneben waren auch Burgstaaken, Gahlendorf, Katharinenhof, Klausdorf, Marienleuchte, Meeschendorf, Niendorf, Presen, Puttgarden, Ostermarkelsdorf, Sahrensdorf, Staberdorf, Todendorf und Vitzdorf weitere Ortschaften im Gemeindegebiet.

## Geschichte
Der Name der Gemeinde Bannesdorf wurde am 1. Januar 1975 amtlich in Bannesdorf auf Fehmarn geändert.
Am 1. Januar 1978 wurde die Nachbargemeinde Meeschendorf auf Fehmarn eingegliedert.
Zum 1. Januar 2003 vereinigten sich die ehemaligen Gemeinden Bannesdorf auf Fehmarn zusammen mit der Stadt Burg auf Fehmarn und den weiteren ehemaligen Gemeinden Landkirchen auf Fehmarn und Westfehmarn zur neuen Kommune Fehmarn.

## Sehenswürdigkeiten
Die St.-Johannis-Kirche wurde im mittleren 13. Jahrhundert aus Feld- und Backsteinen erbaut, der hölzerne Turm erst 1701 im Westen angefügt. 
Im Innern der Kirche fallen vor allem die reich verzierten Logen auf: Es handelt sich um Hochstühle, die in der ersten Hälfte des 18. Jahrhunderts errichtet wurden und in denen Mitglieder wohlhabender Bannesdorfer Familien Platz nahmen. Der mit Backsteinen ausgelegte Chor hebt sich durch einen gotischen Spitzbogen deutlich vom Kirchenschiff ab. In ihm sind ein 1240 auf der schwedischen Insel Gotland angefertigtes steinernes Taufbecken sowie drei Wandmalereien aus dem späten 15. Jahrhundert – eine Gregorsmesse, Bilder des Hieronymus und eines heiligen Bischofs – zu sehen. Der Rokoko-Altar von Johann Heinrich Mittelhäuser aus dem Jahr 1777 steht heute an der Südseite des Kirchenschiffs.

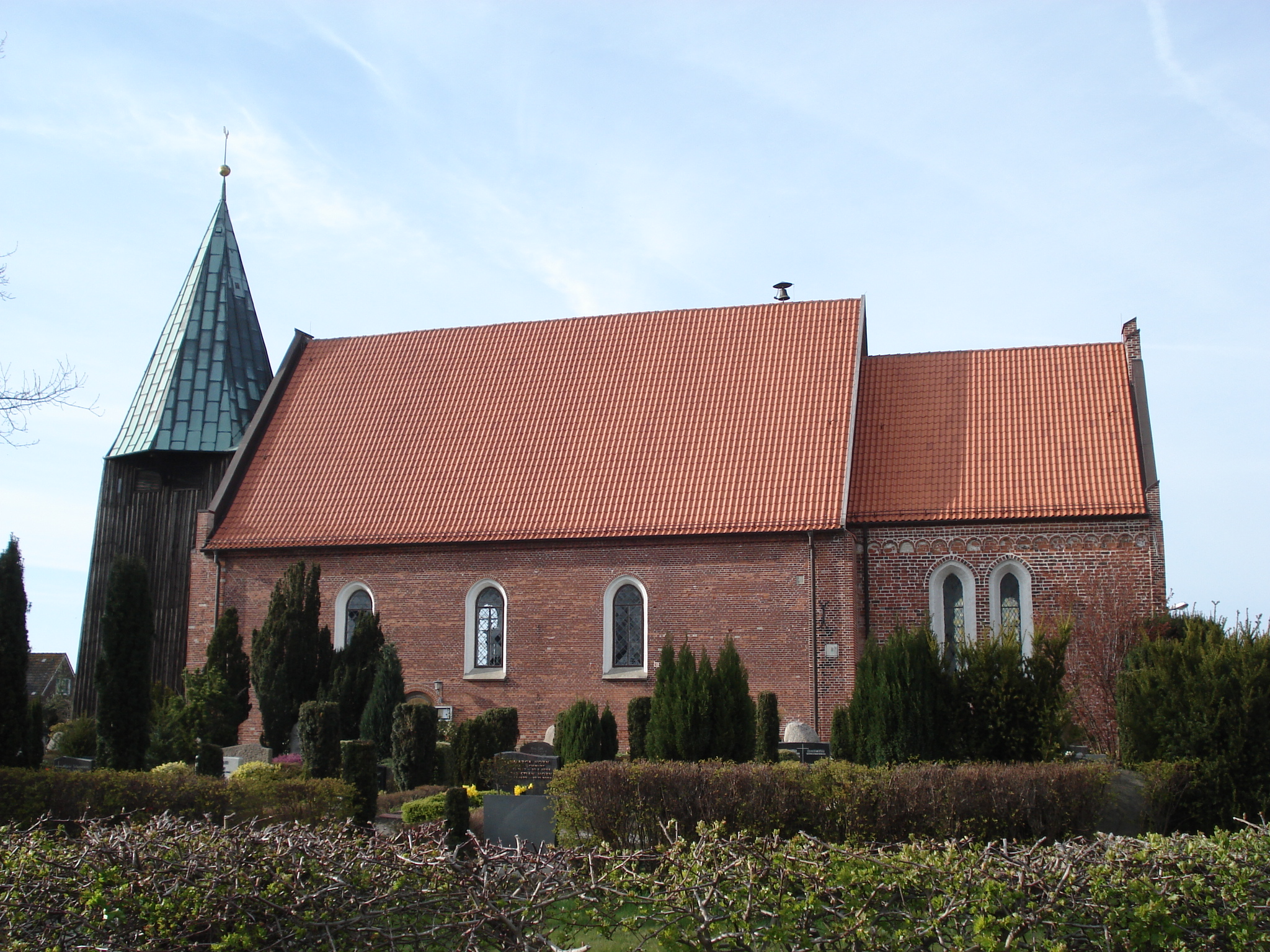
Südseite
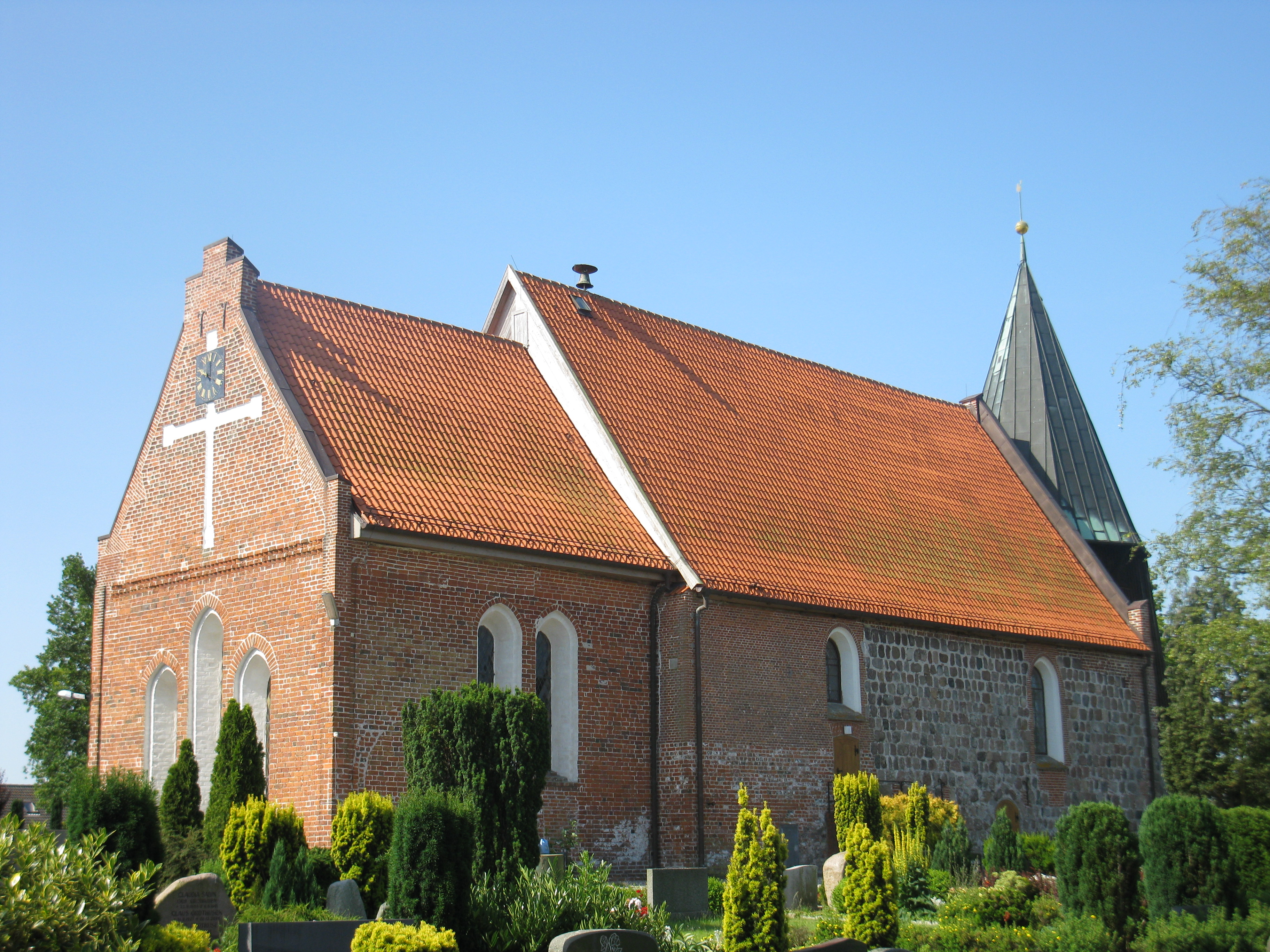
Nordseite
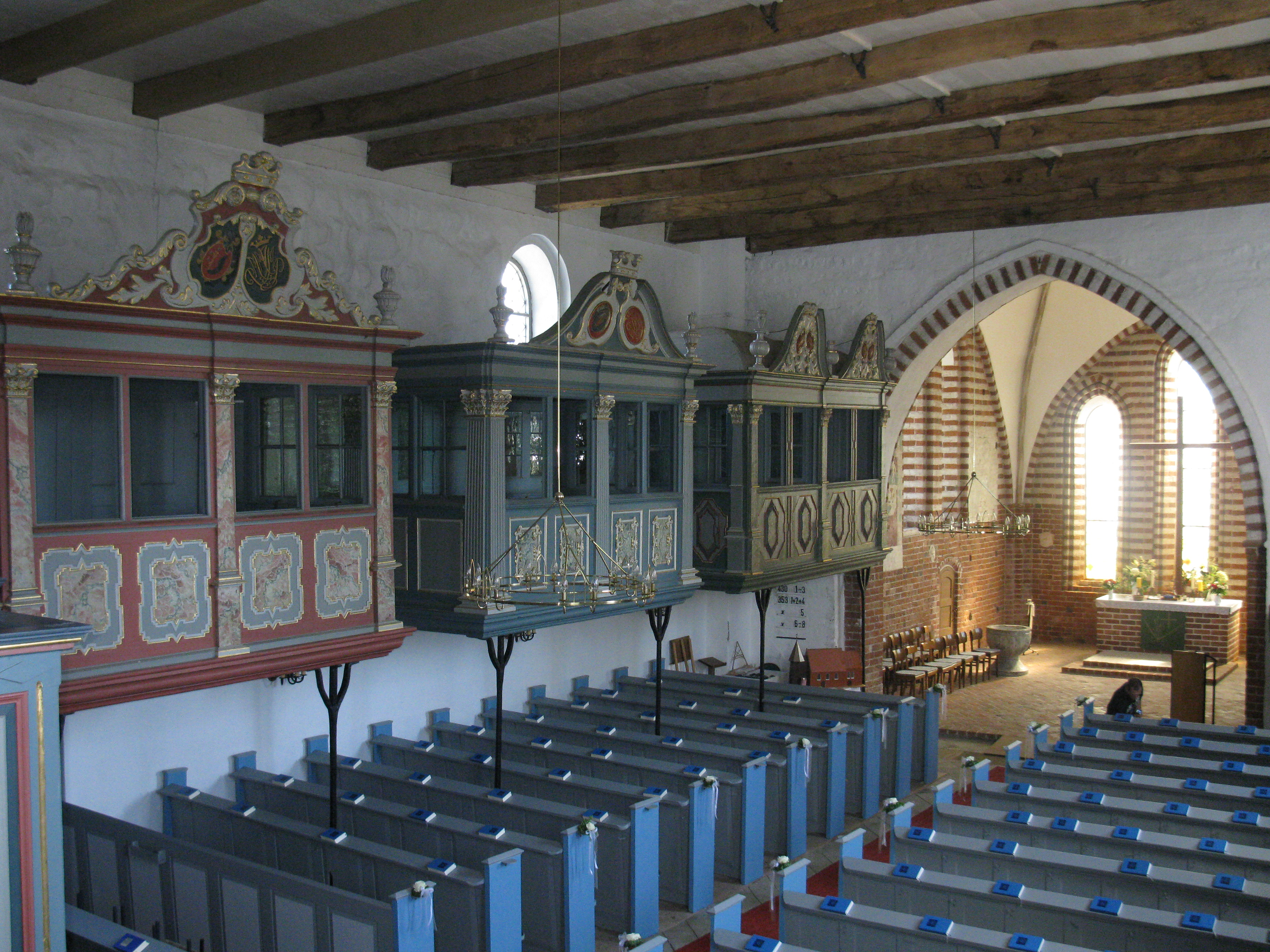
Innenraum mit den drei Logen
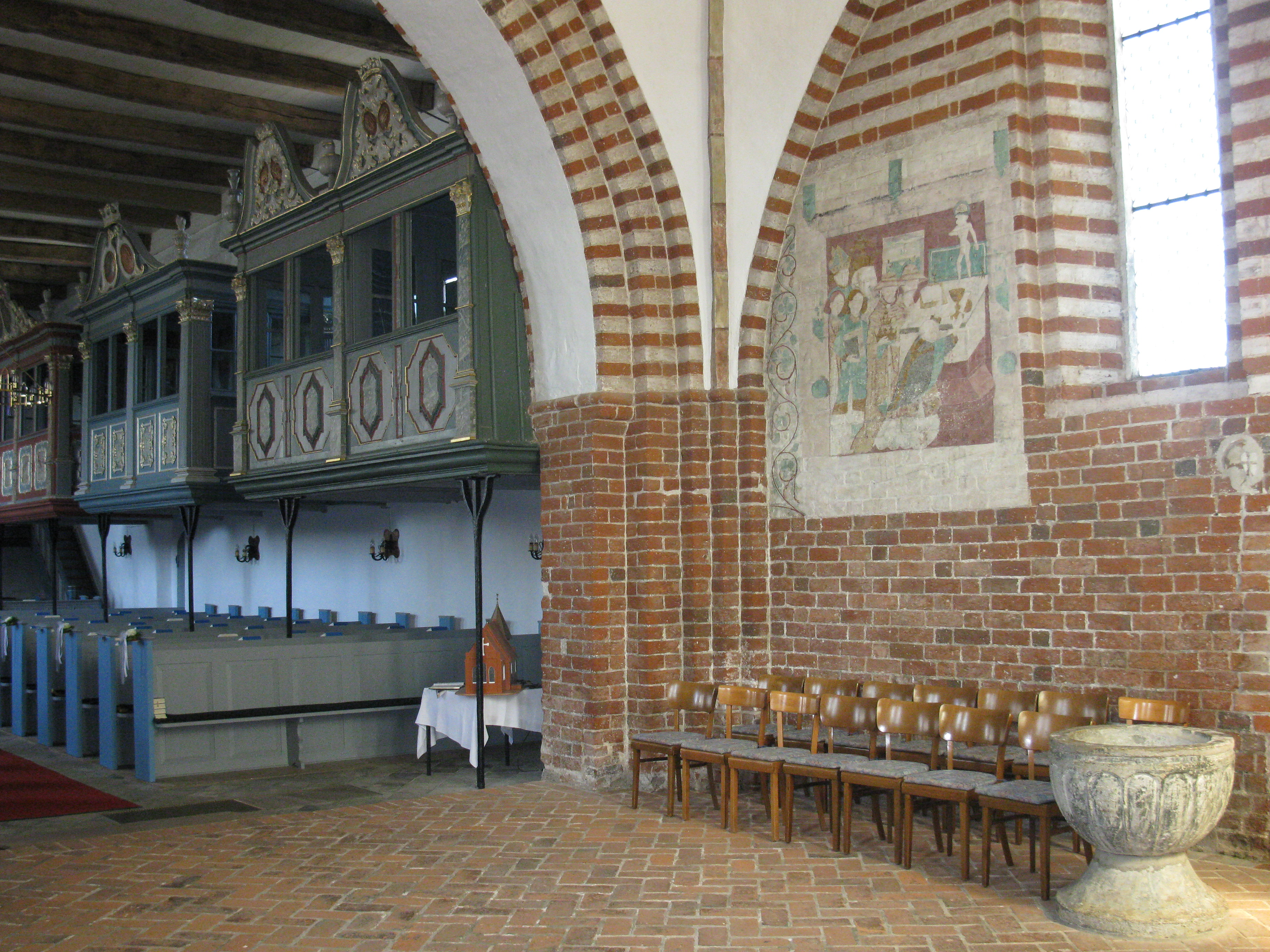
Taufbecken und gotisches Wandgemälde im Chor
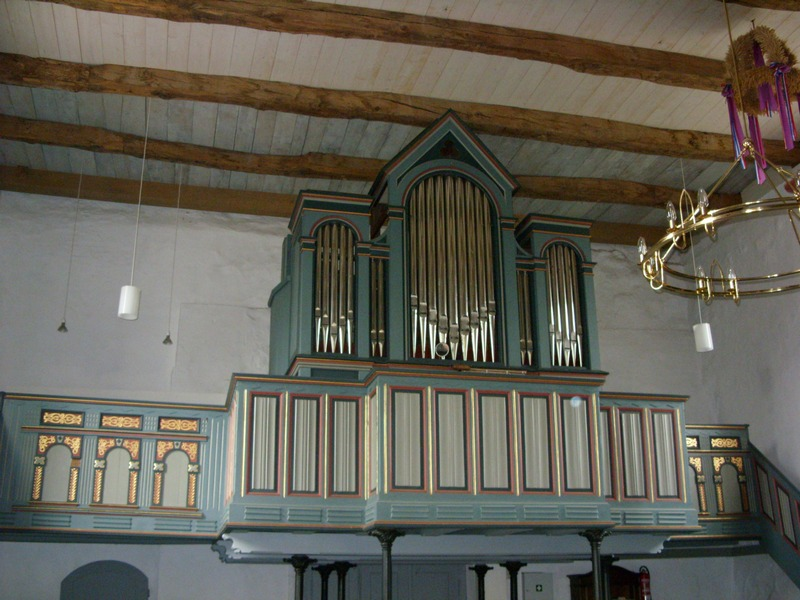
Einmanualige Orgel

## Söhne und Töchter der Gemeinde
- Andreas Lembke (1911–2002), Mikrobiologe

## Verkehr
Westlich Bannesdorf verläuft die Bahnstrecke Lübeck–Puttgarden als Teil der Vogelfluglinie sowie die Bundesstraße 207.